# Ecidemon
Das Ecidemon ist ein Fabeltier des deutschen Mittelalters.
Laut Wolframs von Eschenbach Parzival handelt es sich um ein Tierlein, das allen Giftschlangen den Tod bringt.
Nach Dietrich Huschenbett könnte sich hinter dem Ecidemon eine wieselähnliche Schleichkatze, das Ichneumon, verbergen.